# Hinterwald (Bühlerzell)
Hinterwald, auch „Zu Walde“, „Kunhof“ oder „Kunnenhof“ genannt, ist ein Weiler mit vier Anwesen in der Gemeinde Bühlerzell im Landkreis Schwäbisch Hall. Er liegt etwa zehn Kilometer südöstlich von Bühlerzell, an der Gemeindegrenze zu Adelmannsfelden, zu dem die längste Zeit in seiner Geschichte Hinterwald gehörte. 
Die Weiler Vorderwald und Mittelwald gehören zum Ostalbkreis; Hinterwald gehört zum Landkreis Schwäbisch Hall. 
Hinterwald gehört zur Kirchengemeinde Adelmannsfelden.
Bei Hinterwald gelegen ist das im Jahr 1974 neu erschlossene Freizeitzentrum "Grafenhof" mit derzeit etwa 120 Ferienhäusern, Reitschule, Freibad, Tennisplätzen, Tennishalle, Minigolfanlage, Reitschule und Golfplatz. Zudem werden hier Bogenschusskurse und Survivaltraings angeboten.
In Hinterwald befinden sich mit einem ehemaligen Sandbruch und einer Sommerlinde zwei Naturdenkmale.
Zeitweise wurden hier auch Lkw-Achskörper für die in Abtsgmünd ansässige Firma Kessler + Co. hergestellt.

## Geschichte
1361 wurde beim Kauf der Herrschaft Adelmannsfelden durch Ellwangen von den Öttingen in der Auflistung aller dazugehörigen Orte im Ellwanger Lagerbuch erwähnt. Und wurde davor von Adelmannsfelden besiedelt.
Beim Verkauf der Herrschaft Adelmannsfelden 1380 von Ellwangen an Limpurg wurde Hinterwald (damals : Zu Walde) wieder genannt. Jetzt gehörte Hinterwald zur Limpurger Herrschaft Adelmannsfelden. Mit Hinterwald wurde beim Kauf 1361 und beim Verkauf 1380 von Adelmannsfelden auch Kunhof oder Kunnenhof genannt. Der Hof soll bei Hinterwald gelegen haben und vor 1439 abgegangen sein. Im Heimatbuch Adelmannsfelden ist vermerkt, dass im Mittelwald ein Cunenhof bestand.
Im Jahre 1493 verpfändete die Herrschaft Speckfeld (mit Limpurg bei Hall ) ihre Herrschaft Adelmannsfelden an Georg von Vohenstein. So kam Hinterwald damals ein Hof zur Vohensteinischen Herrschaft Adelmannsfelden.
1538 wurde Hinterwald jedoch nicht als dem Amt Adelmannsfelden zugehörig aufgeführt.
1665 wurden im Lehenrevers von Johann Veit von Vohenstein an den Schenken Franz zu Limpurg in Hinterwald zwei Güter, die Inhaber und die Gülten genannt und in den Lehensreversen der folgenden Jahre 1674 bis 1715.
In den Adelmannsfelder Lagerbüchern von 1625, 1730 und 1757 ist ebenfalls von zwei Höfen in Hinterwald die Rede, heute Hinterwald 1 und 3.
Das Gut Hinterwald 1 im Jahr 1625: Jacob Riek hat 31 Morgen Äcker und  38 ½ Tagwerk Wiesen. Haus und Scheuer unter einem Dach. Die jährliche Gült: 2 Gulden, eine Fasnachtshenne, 40 Eier. Dieses Gut umfasste die beiden heutigen Anwesen Hinterwald 1und 2. Das Gut Hinterwald 3 im Jahre 1625: Martin Köder hat 33 Morgen Äcker und 41 Tagwerk Wiesen. Haus und Scheuer unter einem Dach, dazu ein Nebengebäude. Die jährliche Gült: 1 Gulden 55 Kreuzer, eine Fasnachtshenne und 40 Eier.